# Srednji Radenci
Srédnji Radénci je naselje v Sloveniji.

## Geografija
Povprečna nadmorska višina naselja je 195 m.
Pomembnejša bližnja naselja so: Stari trg ob Kolpi (4,5 km), Kot ob Kolpi (4,5 km), Predgrad (7 km) in Črnomelj (23 km).
V vasi se nahaja cerkev sv. Marije Magdalene.